# Arequipa
 Ovo je glavno značenje pojma Arequipa. Za druga značenja pogledajte Arequipa (razdvojba).
Arequipa je glavni grad istoimene južne pokrajine Perua; sjedište nadbiskupije i sveučilišta. Smješten je na rijeci Chili u Andama, na 2.335 metara nadmorske visine, a iznad njega se uzdiže vulkan El Misti.
Grad je poznat po mnogim španjolskim kolonijalnim građevinama od lokalnog žutog vulkanskog kamena sillara, zbog kojih je dobio nadimak "Bijeli grad", no ovaj nadimak je navodno nastao i zbog toga što su većinu stanovništva kolonijalnog grada činili blijedoputi potomci Europljana. Povijesno središte Arequipe je upisano na UNESCO-ov popis mjesta svjetske baštine u Amerikama 2000. godine kao "primjer integracije europskih i indijanskih tehnika gradnje i začuđujućih baroknih ukrasa koje su izveli kolonijalni, kreolski i indijanski majstori.
Grad je odigrao i značajnu ulogu u povijesti Perua kada je bio "glavni grad republike" tijekom Monterove vlade. Arequipa je tijekom vremena postao jedan od najvažnijih gradova Perua; kulturno i vjersko središte, te drugo industrijsko središte države poslije Lime. Željeznicom je povezan s lukom Matarani, i trgovačkim središtima u susjednim državama, Čileu i Boliviji.
Upravno je podijeljen na 14 središnjih urbanih i 5 ruralnih općina u kojima je, prema procjeni Državnog ureda za statistiku (INEI) 2007. god., živilo oko 870.000 stanovnika, što ga čini drugim po veličini u Peruu.

## Povijest
Najstariji tragovi ljudskih naselja, koji su pronađeni u više od 400 arheoloških lokaliteta na području Arequipa, uključujući i špiljske slike u mjestima Pampa i Sumbay Colorado, se datiraju između 8.000 i 6.000 godine prije Krista.
Od oko 1250. godine u području Arequipa se osjeća utjecaj Inka, sve do 1537. godine kada ga je osvojio španjolski konkvistador Diego de Almagro El Viejo. General osvajača Pizzara, Garci Manuel de Carbajal, je na Veliku Gospu, 15. kolovoza 1540. godine osnovao kolonijalni grad nazvan Nuestra Señora de Ville de la Asunción del Valle Hermoso de Arequipa (Grad Velike Gospe doline Hermoso od Arequipe), koji je kasnije skraćeno jednostavno zvan Arequipa.
Ime grada potječe od kečuanskog izraza are quepay ("ostani"), što je navodno izrekao Inka Mayta Capac kad je stigao u dolinu rijeke Chili. God. 1541., gradsku povelju mu je dodijelio Karlo V., car Svetog Rimskog Carstva, nakon čega se do potresa 1582. godine razvija u glavno trgovačko središte između obale i Anda. Grad je, usprkos nekoliko potresa, do 1784. godine izrastao u sjajni barokni grad s utjecajima rokokoa.
Nakon proglašenja neovisnosti Perua 1821. godine, područje Arequipe je postalo poznata kao rodno mjesto mnogih intelektualaca, vođa i junaka revolucije, zbog čega je dobila nadimak "Zemlja vođa". Grad je nadalje uljepšan u modernom empirijskom neoklasicističkom stilu  (1784. – 1868.).
Ovo područje je važno i zbog poljoprivredne sa središtem u dolini Colca, ali i kao mjesto intenzivnog rudarstva, te proizvodnje vina i vune. Uvođenjem željeznice, koja ga je povezala s lukom Matarani 1870. godine, te s gradovima Cuzco i Puno 1904., Arequipa je postala još značajniji trgovački grad. Sredinom 20. stoljeća, uglavnom zahvaljujući industrijalizaciji, u grad se doseljava brojno stanovništvo s planina i visoravni, pri čemu je urbano područje naraslo od 1.018 ha (1944.) do 5.045,24 ha (1978.), te do vrtoglavih 13.011,08 ha 2005. godine.

## Znamenitosti
Povijesno središte grada se sastoji od 49 izvornih španjolskih četvrti od kojih se četvrt San Lázaro smatra starijim pretkolumbovskim naseljem. Na njih se nastavlja 24 kolonijalne četvrti i četvrti iz 19. stoljeća.
Od potresa 1548. godine, Španjolci su koristili vulkanski kamen sillar, koji je bio lagan i čvrst, te stoga otporniji na potrese, ali i ukrasne ružićaste ili žućkaste boje.
Središte grada je trg Plaza de Armas (ili Plaza Mayor) na kojemu se nalaze arkadni portali, općinsko središte i Bazilikalna katedrala (19. st.) koja je jedno od najvažnijih neoklasicističkih građevina u Peruu. Na kutu trga se nalaze Isusovačka crkva (La Compañia) sa slikovitim klaustrima koji su najbolji primjer mestizo baroka s konca 18. st. Samostan sv. Kataline (Monasterio de Santa Catalina) je veličanstvena vjerska citadela, površine veće od 20 km², u kojoj su se spojili utjecaji stilova od 16. do 19. stoljeća. Kompleks Samostana sv. Franje se sastoji od manjeg trga, glavne crkve, samostana i manjih klaustara.
Ostale značajne građevine od sillara su: Samostan sv. Dominika (16. – 18. st.) s prekrasnim kamenim portalom s alegorijskim motivima Posljednjeg suda, San Agustín, La Merced i crkve Santa Maria, Santa Teresa i Santa Rosa, te mostovi Puente Real (danas poznat kao Puente Bolognesi) i Puente Grau.
U povijesnom središtu se nalazi i 500 starih kuća (casonas) koje su uglavnom izgrađene u 19. st. na mjestu starijih, uništenih u potresu 1868. god. Polovica od njih je zaštićena kao spomenik baštine. Njihova najveća vrijednost leži u ornamentalno skromnim kamenim trijemovima i raskošnim portalima koji su skladni s oblikom svodova, reljefnih vijenaca, i isklesanih greda. Oni zajedno s monumentalnim arhitektonskim kompleksima, ulicama i trgovima čine skladnu gradsku vedutu izvanredne urbane vrijednosti.
- Panorama grada ispod vulkana El Misti
- Bazilikalna katedrala
- Pročelje Isusovačke crkve (Compañía de Jesus)
- Crkva San Augustin
- Prolaz u Samostanu sv. Kataline
- Šareni franjevački mali grad
- Vila Casa del Moral
- Klaustar samostana Convento de la Recoleta
- Jedan od industrijskih parkova grada
- Dolina Colca

## Slavni stanovnici
Rođeni u Arequipi:
- José Luis Bustamante y Rivero (1894. – 1989.), peruanski književnik i političar, predsjednik Perua od 1945. – 1948.
- Víctor Andrés Belaúnde (1883. – 1966.), peruanski diplomat, pisac i povjesničar, 14. predsjednik Vijeća UN-a
- Mateo Crawley-Boevey (Otac Mateo) (1875. – 1960.), katolički svećenik i misionar
- Juan Landázuri Ricketts (1913. – 1997.), nadbiskup Lime, kardinal Katoličke crkve
- Alex Olmedo (1936.-), bivši peruanski tenisač
- Hernando de Soto (1941.-), peruanski ekonomist
- Alberto Vargas (1896. – 1982.), poznati pin-up crtač
- Mario Vargas Llosa (1936.-), peruanski dobitnik Nobelove nagrade za književnost (2010.)

## Gradovi prijatelji
Arequipa je zbratimljena s gradovima:
| - Acapulco, Meksiko - Arica, Čile - Biella, Italija - Charlotte, Sjeverna Karolina, SAD - Chicago, SAD - Chiclayo, Peru - Ciudad de Mexico, Meksiko - Cochabamba, Bolivija - Compiègne, Francuska | - Corella, Španjolska - Córdoba, Argentina - Firenca, Italija - Guadalajara (Jalisco), Meksiko - Guanajuato, Meksiko - La Paz, Bolivija - London, Ujedinjeno Kraljevstvo - Lins (São Paulo), Brazil - Maui, Havaji, SAD | - Milano, Italija - Montevideo, Urugvaj - Piura, Peru - Puebla, Meksiko - Sankt Peterburg, Rusija - Seattle, Washington, SAD - Troyes, Francuska - Vancouver, Kanada |

## Vanjske poveznice
- Činjenice i turističke informacije o gradu Arequipa (engl.)